# Bonifatiusfall
Mit dem Bonifatius-Fall ist die Entscheidung des Reichsgerichts (RG) vom 28. Oktober 1913 gemeint. Hauptproblem des Falles ist die Abgrenzung einer Schenkung unter Lebenden nach § 516 BGB und einer Schenkung auf den Todesfall nach § 2301 BGB.
Beim Sachverhalt geht es um einen Geistlichen, der durch ein Testament seine Schwester als Alleinerbin eingesetzt hatte. Kurz vor dem Tode hatte der Erblasser jedoch auch einem Pfarrkuraten Wertpapiere übergeben, damit diese dem Weihbischof, der Vertreter des Bonifatius-Vereins war, übergeben werden sollten. Die Übergabe erfolgte auch tatsächlich, jedoch erst nach dem Tod des Erblassers. Die Schwester begehrte nun nach dem Tod des Erblassers als Alleinerbin Herausgabe der Wertpapiere vom Bonifatius-Verein.
Kernfragen sind, ob der Verein Eigentum an den Wertpapieren erlangt hat und ob eine wirksame Verpflichtung hierzu bestand. Das Reichsgericht verneinte einen Eigentumserwerb des Vereins, weil im Zeitpunkt der Übergabe die Schwester als Eigentümerin nicht mehr den Willen zur Übereignung gehabt habe. Nach heutiger Ansicht genügt hingegen schon eine einmal bestehende Einigung, sofern diese nicht vor Übergabe widerrufen worden ist.
Das Verpflichtungsgeschäft war nach Ansicht des Gerichts ebenfalls unwirksam, weil es nicht der Formvorschrift des § 2301 BGB entsprach. Deswegen konnte die Schwester Herausgabe verlangen.